# Свобода, Йиндржих
Йиндржих Свобода (чеш. Jindřich Svoboda, родился 14 сентября 1952) — чехословацкий футболист, выступавший на позиции нападающего. Олимпийский чемпион игр в Москве, автор победного гола в финальном поединке.

## Ранние годы
Родился 14 сентября 1952 в городе Адамове, недалеко от Брно. Окончил начальную школу и техническое училище по специализации «механик-строитель», работал в строительной организации «Адамовские стройирны», где и начал профессионально обучаться футболу, хотя играл на любительском уровне уже с 7 лет.

## Карьера

### Клубная
При строительной организации выступал за любительскую команду «Спартак-АДАСТ». В 19 лет перебрался в город Брно и начал там выступать за профессиональные команды, первой из которых стала «Дукла». Через два года официально был принят в команду «Зброёвка», выступавшую в чемпионате Чехословакии. Выступал за неё в течение 11 лет, выиграв с ней титул чемпиона Чехословакии в 1978 году. С 1984 по 1986 годы выступал за команду «Готтвальдов» во Второй лиге, позднее выступал ещё за многочисленные любительские команды. Бутсы на гвоздь повесил только в 1996 году.

### В сборной
В сборной Чехословакии провёл 2 игры в рамках товарищеских и официальных игр: 30 апреля 1975 в Праге против Португалии вышел на 76-й минуте вместо Зденека Коубека (чехи победили 5:0). Во второй игре против Австрии 1 июля 1977 в Остраве, завершившейся нулевой ничьей, сыграл 58 минут и уступил место Каролу Добиашу. В составе олимпийской сборной выступил на Московской Олимпиаде и принёс своей сборной олимпийское чемпионство благодаря своему голу в финальном матче против ГДР. Йиндржих вышел на замену на 73-й минуте вместо Вернера Лички и уже через четыре минуты забил единственный гол в матче, который и принёс его команде победу.